# Inscenovaná fotografie

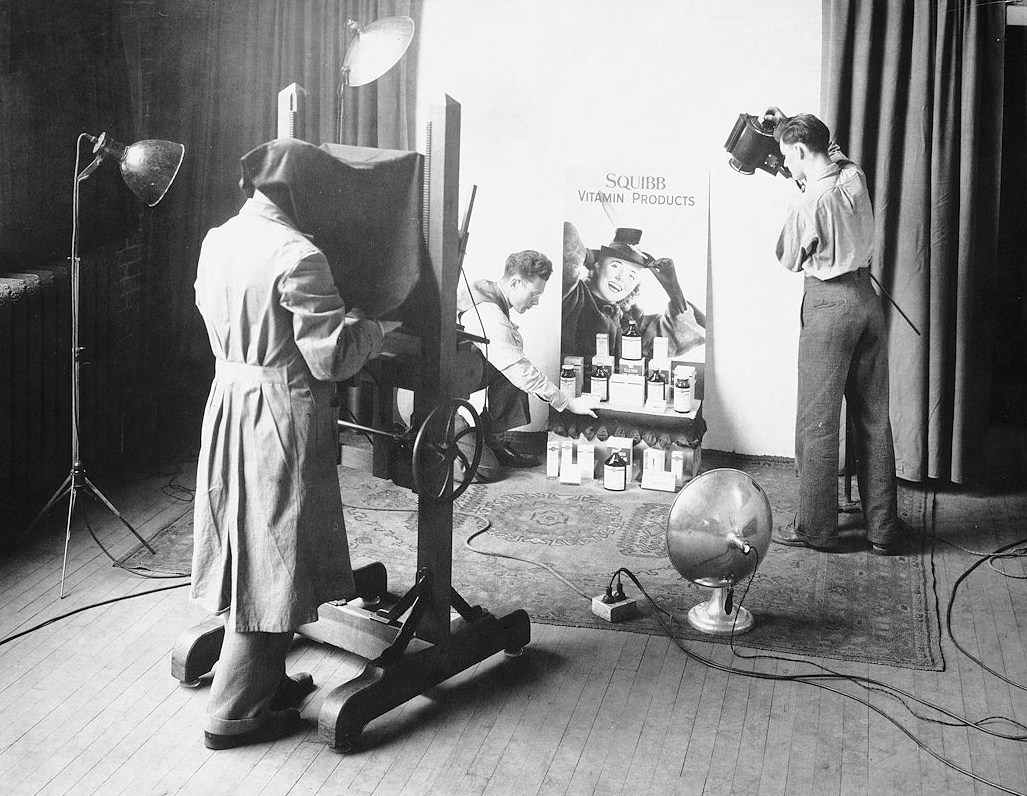
Fotografování reklamy na vitamíny Squibb ve fotografickém studiu Peake & Whittingham, Toronto, Kanada, 1922

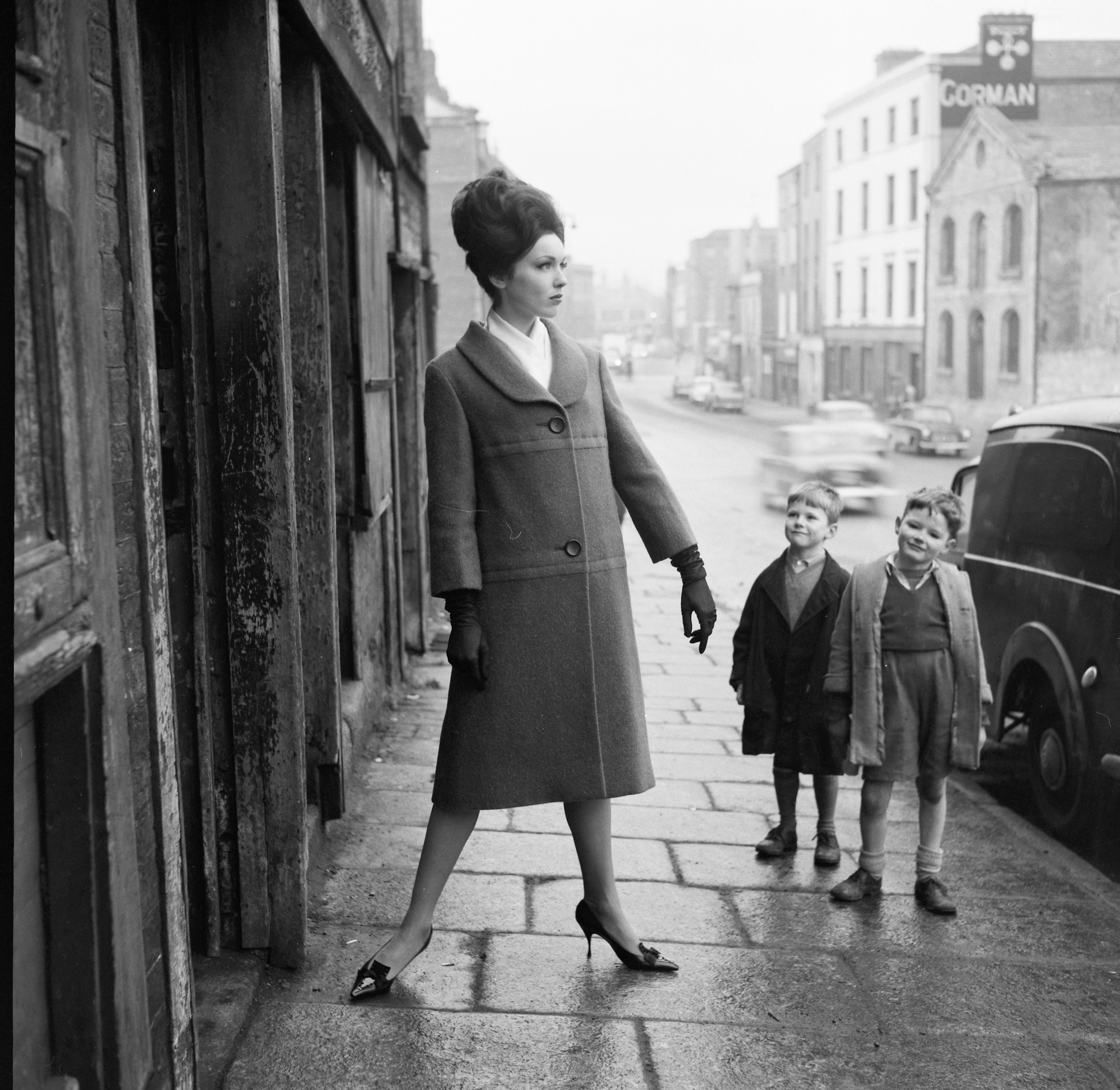
Colman Doyle: Dívka nikdy nemůže mít příliš mnoho obdivovatelů!

Inscenovaná nebo také aranžovaná fotografie je strategicky komponovaný fotografický snímek, ve kterém se klade důraz na motiv a rozvržení prvků v obraze – před expozicí nebo v průběhu expozice. Inscenovaná fotografie je forma fotografie, kdy fotograf, stejně jako režisér, vše předem inscenuje, aby měl plnou kontrolu nad tím, jak je jeho nápad vizualizován. Přestože inscenace fotografie byla běžná již v počátcích fotografie, jako samostatný žánr se vyčlenila až v 80. letech 20. století, kdy se někteří fotografové začali etablovat jako konceptuální umělci. Během inscenování prvků obrazu se mohou některé významy sdělovaného obsahu spojovat a vyvolat v divákovi určité emocionální reakce. Opakem fotografického inscenování je momentka.
| „                   | Rozvržení prvků v obraze, jednotlivé rekvizity a „herci“ ani prostředí nejsou produktem náhodného setkávání, ale autorovy vůle. | “ |
| — Petr Vilgus, 2011 | |   |

## Vymezení
Na rozdíl například od reportážních záběrů nebo pouliční fotografie je v inscenované fotografii jen málo ponecháno náhodě. Fotograf není objektivním pozorovatelem, který dokumentuje dění kolem sebe. Fotografie totiž podle tohoto názoru není realistickým zobrazením prchavého okamžiku, ale výtvorem fantazie fotografa, který se snaží svým dílem vytvořit novou realitu. Důležitou roli při tvorbě konceptuální fotografie hraje také post-processing. Například prvky různých obrázků lze překrývat a dávat vedle sebe. Vyznavači tohoto žánru často pracují ve studiu nebo hledají speciální místo, kde by mohli pořídit fotografie.
Důraz na technickou kvalitu snímku v inscenované fotografii je velmi vysoký – ale pouze jako prostředek k dosažení cíle. Na rozdíl od například lomografie nebo výtvarné fotografie, kde technika ani technické parametry nejsou důležité.
Přesnost obsahu obrazu – v souvislosti se způsobem práce – je sekundární. Na rozdíl od vědecké fotografie, chronofotografie nebo dokumentární fotografie je realita sekundární - důležitá je výpověď obrazu.

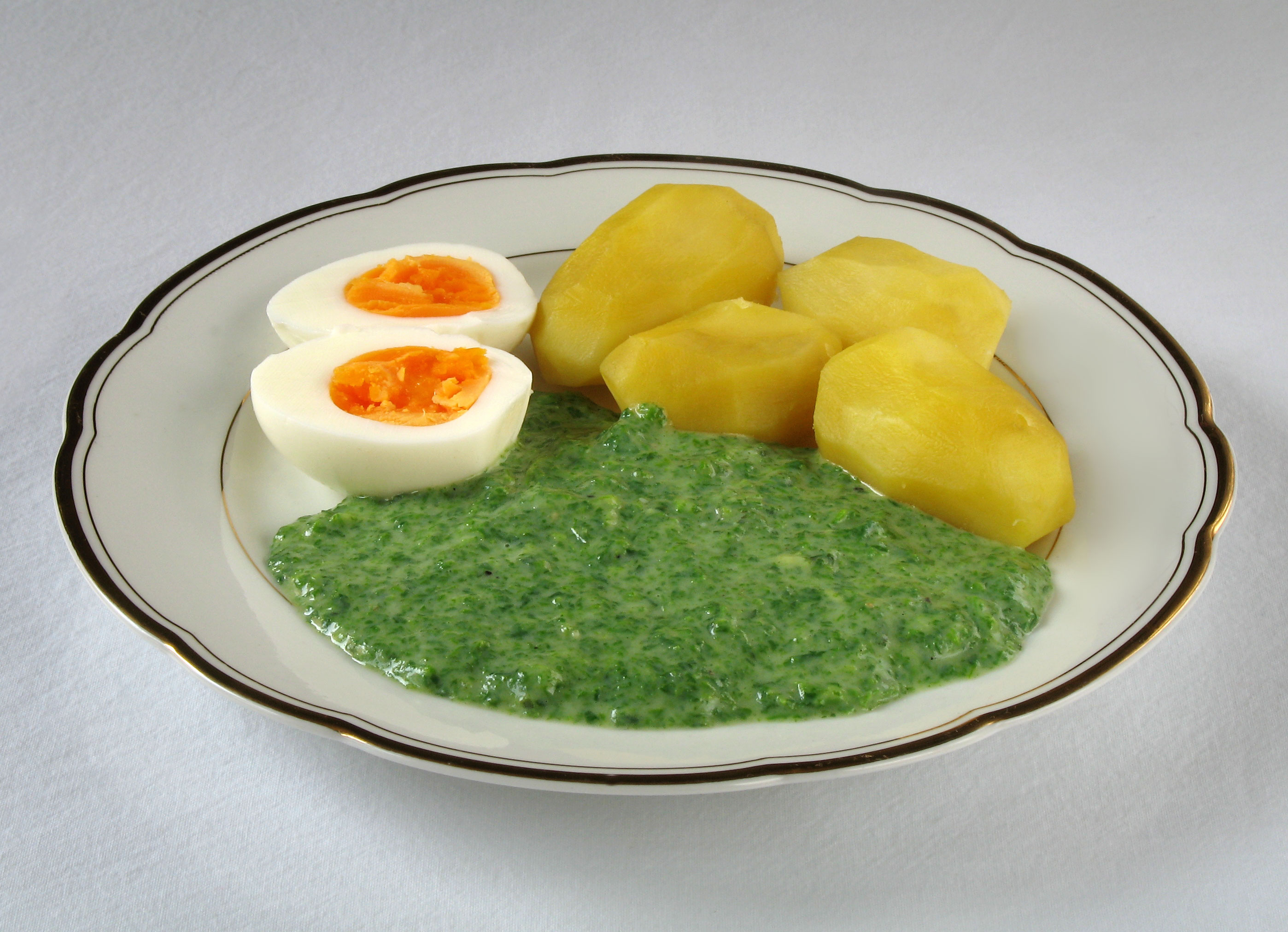
Fotografie potravin
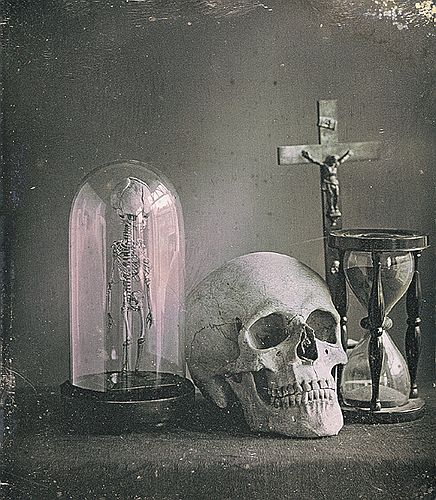
Jules Duboscq: Zátiší s lebkou
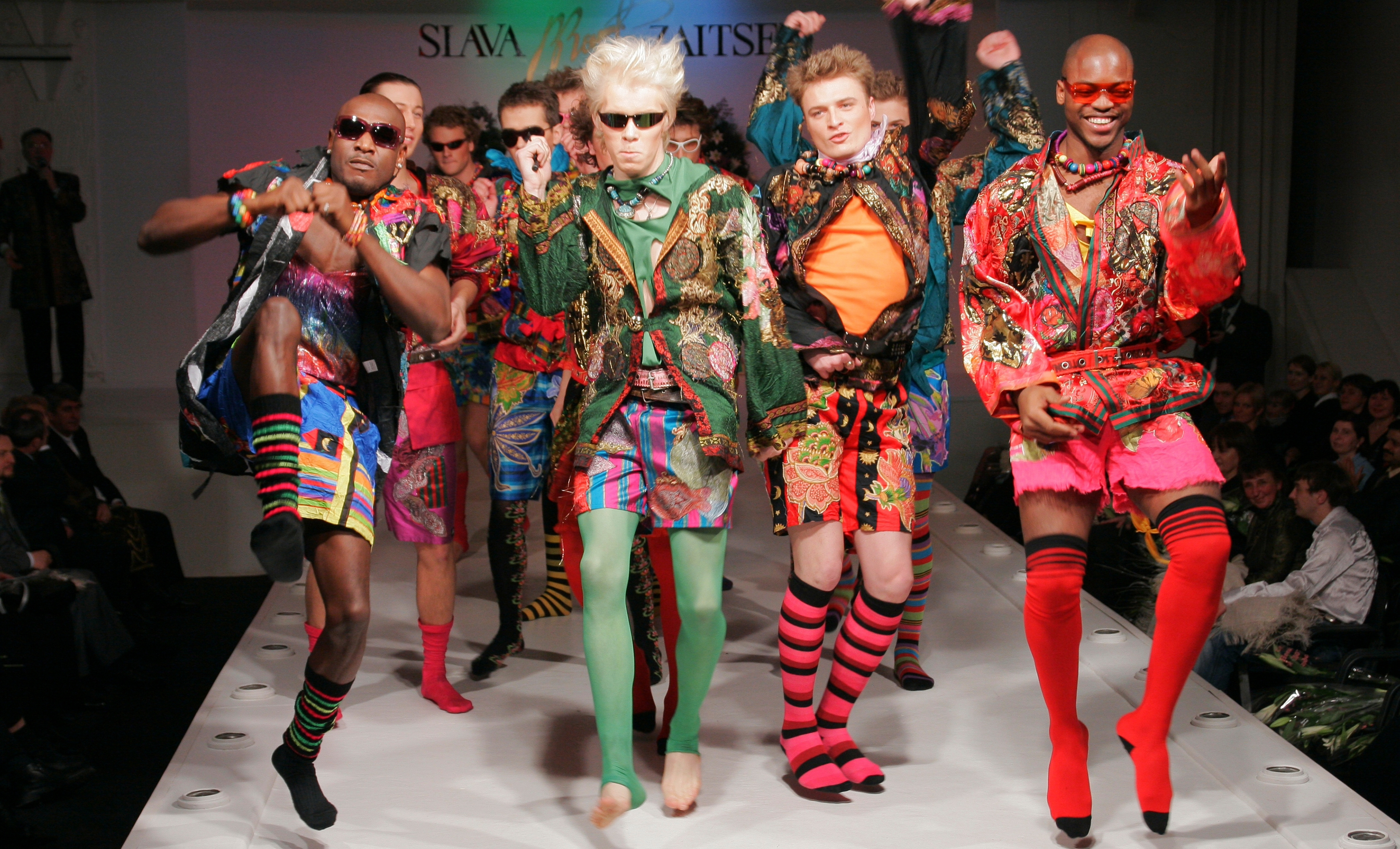
Módní show
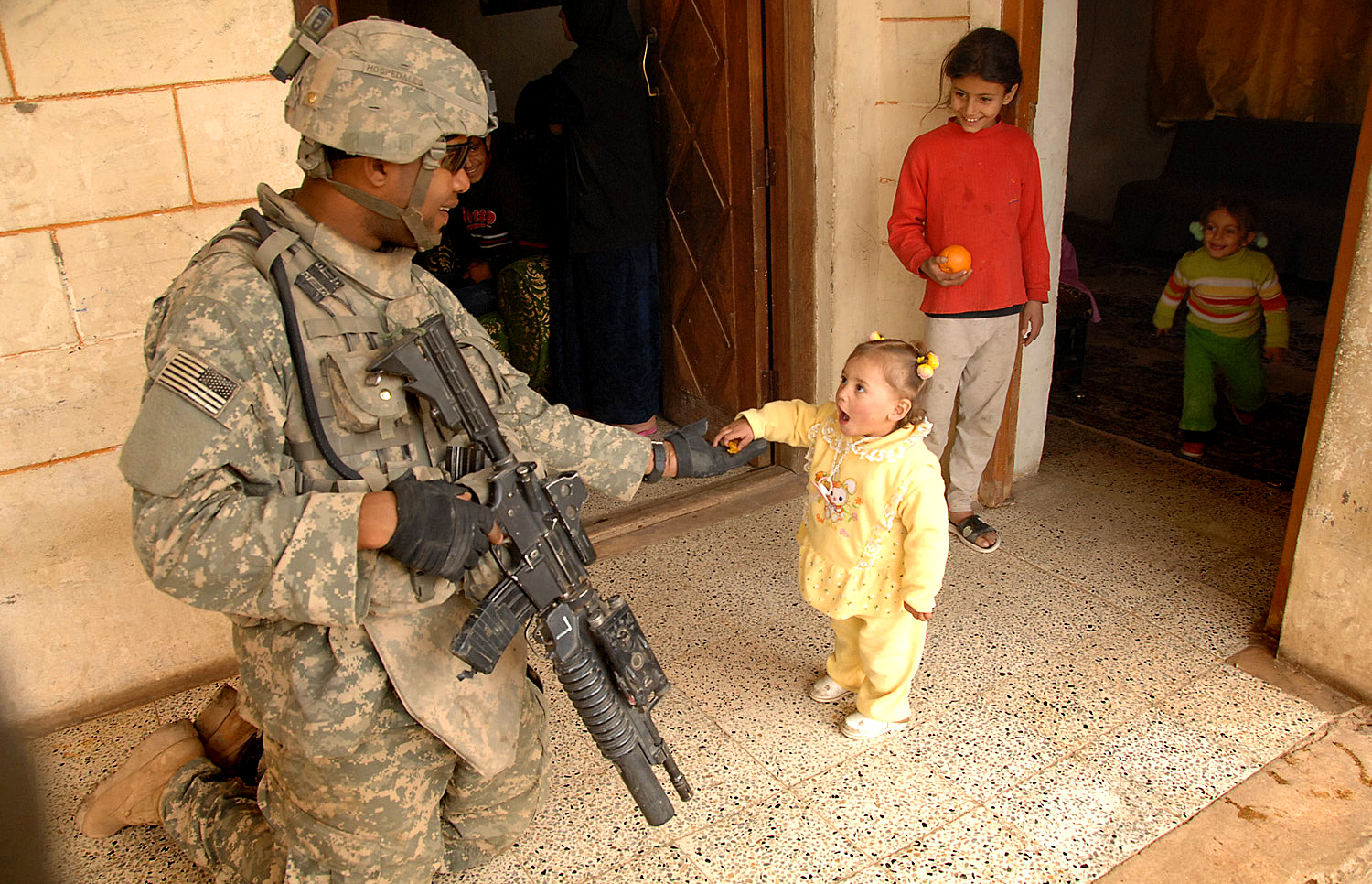
Americký voják s dítětem
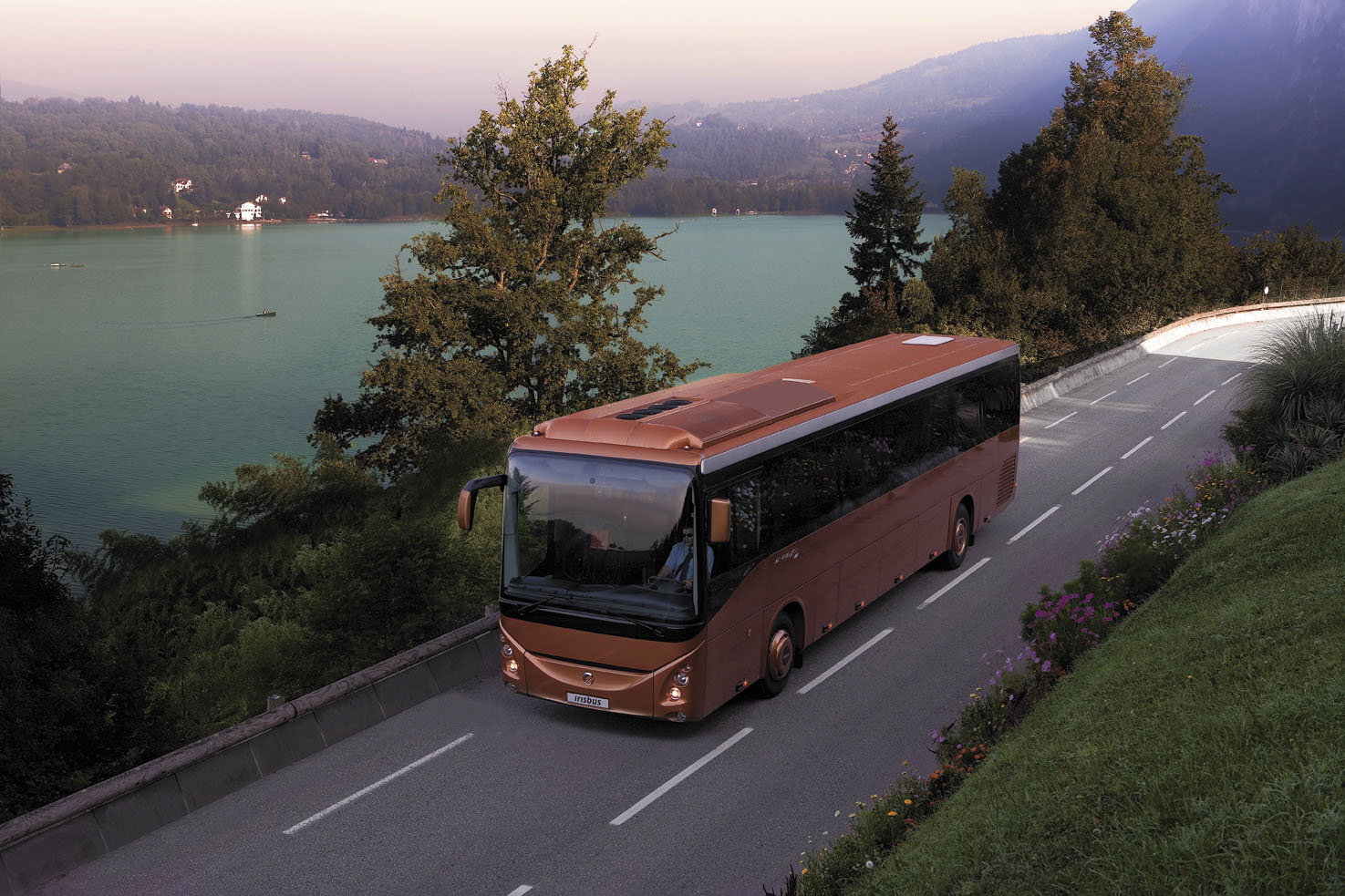
Reklamní snímek autobusu

## Rozdělení
- Pasivní inscenace (nejnižší úroveň produkce). Mění se pouze zorný úhel, clona a expoziční čas.
- Aktivní manipulace s objektem (střední stupeň inscenace). Mění se již obsah obrazu. Všechny modifikované prvky (objekty) jsou pasivní. Mění se osoby, předměty a osvětlení scény.
- Aktivní inscenace objektů (nejvyšší úroveň inscenace). Zásadně má vliv na obsah obrazu. Má kontrolu a vliv na všechny prvky v obrazu a jejich interakci. Teatrální gesta subjektu typu „úsměv, prosím!“

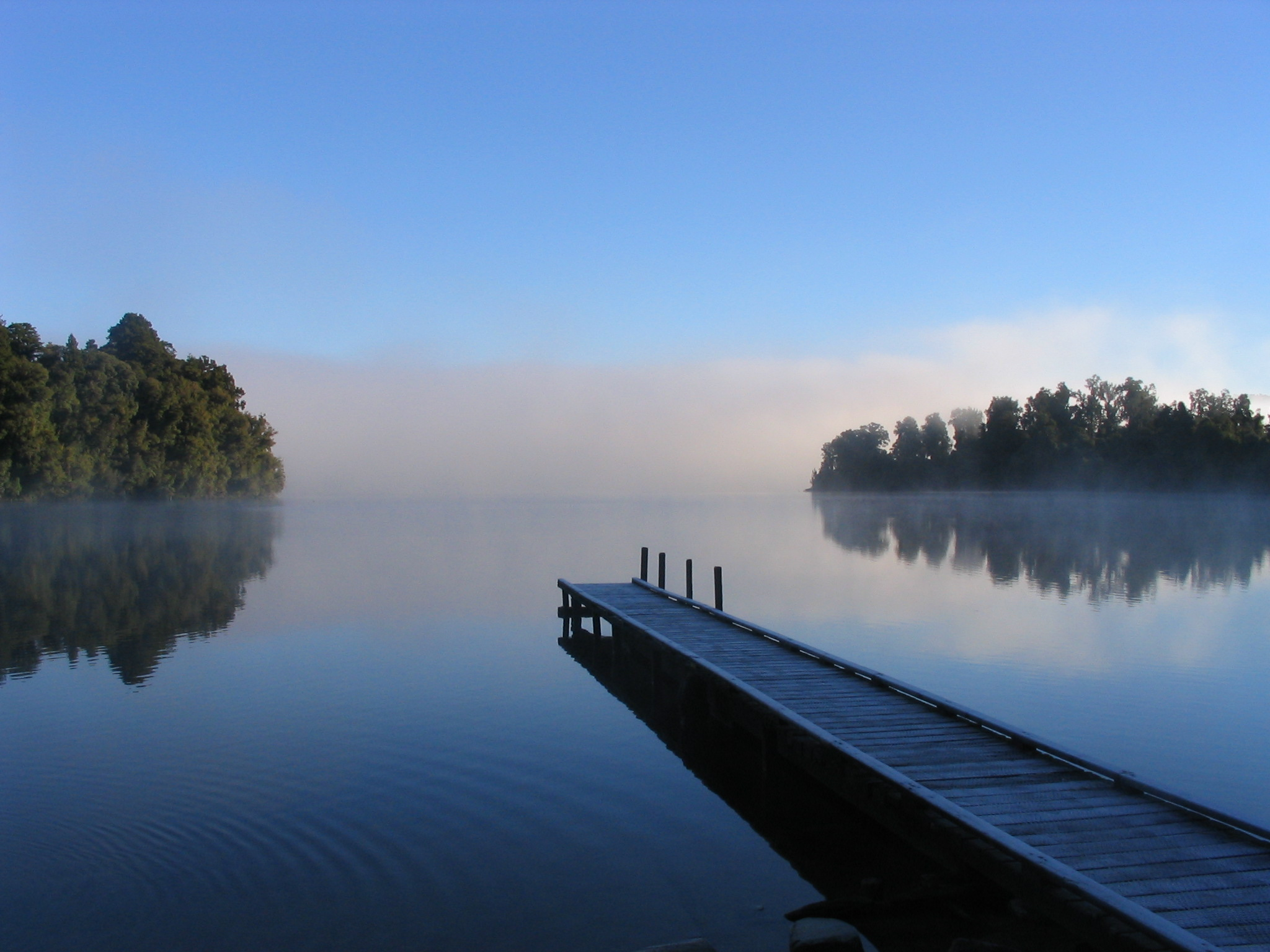
Nejnižší
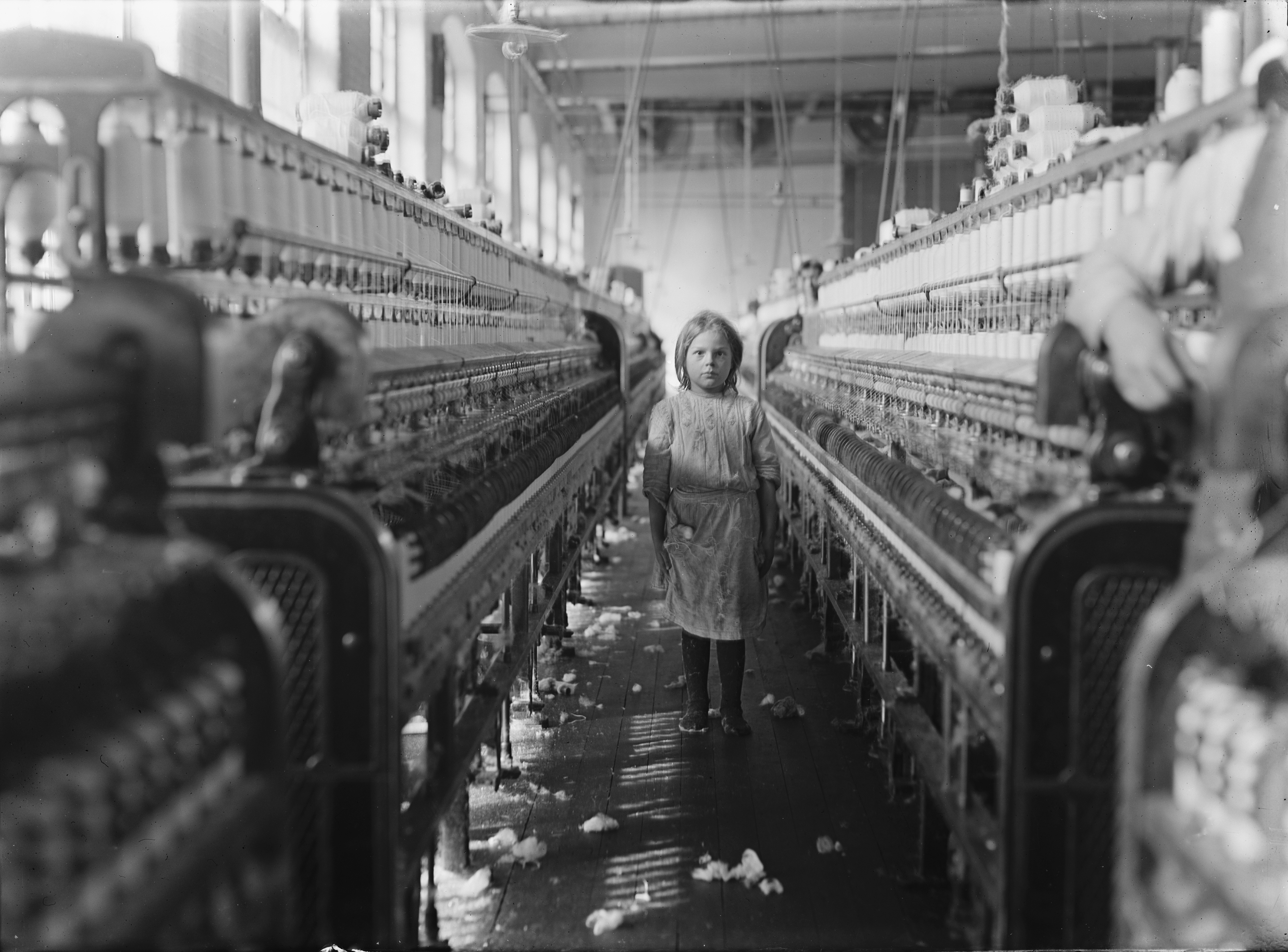
Střední
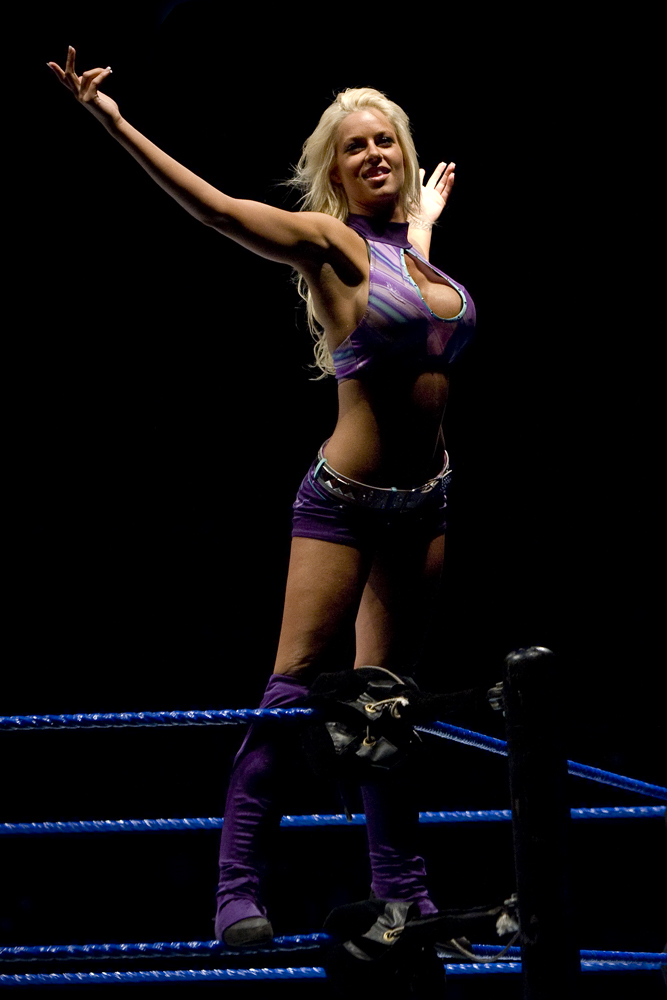
Nejvyšší úroveň inscenace

## Historie
V Nizozemsku začala inscenovaná fotografie v 80. letech 20. století divadelními zátišími vytvořenými v ateliéru. Vlivné byly výstavy Staged Photo Events (1982) v Lijnbaan Center v Rotterdamu a Fotografia Buffa (1986) v Groningerově muzeu. Známí nizozemští fotografové, kteří se tomuto žánru věnují, jsou Rommert Boonstra, spoluzakladatel Rotterdamské školy, Teun Hocks, Pieter Laurens Mol, Paul de Nooijer a Erwin Olaf . Dalšími renomovanými představiteli inscenované fotografie jsou Gregory Crewdson, Philip-Lorca diCorcia, Jeff Wall, Bruce Charlesworth, Tono Stano, Nanna Bisp Büchert nebo Lis Steincke.

## Příklady aktivního inscenování subjektu

### Hitler

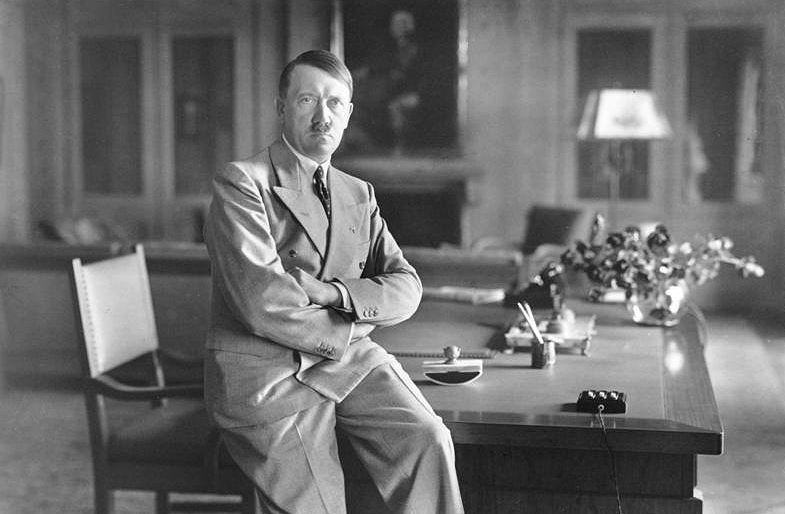
Adolf Hitler – pečlivě inscenovaná nacistická propaganda

Typickým příkladem je propaganda během nacistické diktatury. Obrázky byly pečlivě komponované pro navození požadované emoce. Vzhledem k tomu, že Hitler byl na mnoha fotografiích „nevrlý“, musel být navozen opačný dojem. V tomto příkladě byl použit lehký teleobjektiv, hlavní postava umístěna do zlatého řezu, okolní prostředí je mírně rozostřené, ale zůstává rozpoznatelné. Židle a lampa vytváří pomyslnou diagonálu, což dává obrazu hloubku. Objekty na stole jsou uspořádány volně, nepřekrývají se, rostlina vytváří příjemnou atmosféru, která byla v té době v kancelářích velmi vzácná. Hitler sedí uvolněně na stole v poměrně neobvyklé inscenaci, která rovněž představuje ležérnost. Umístění malovaného portrétu Fridricha II. Velikého – pruského krále a největšího vojevůdce 18. století – v pozadí rozhodně není náhodné. Silné boční šikmé světlo vytváří výstižnost, dodnes se používá při portrétování mužů. Dodatečné osvětlení reflektory z horního pravého a levého rohu zabraňuje ostrým stínům.

### Lenin

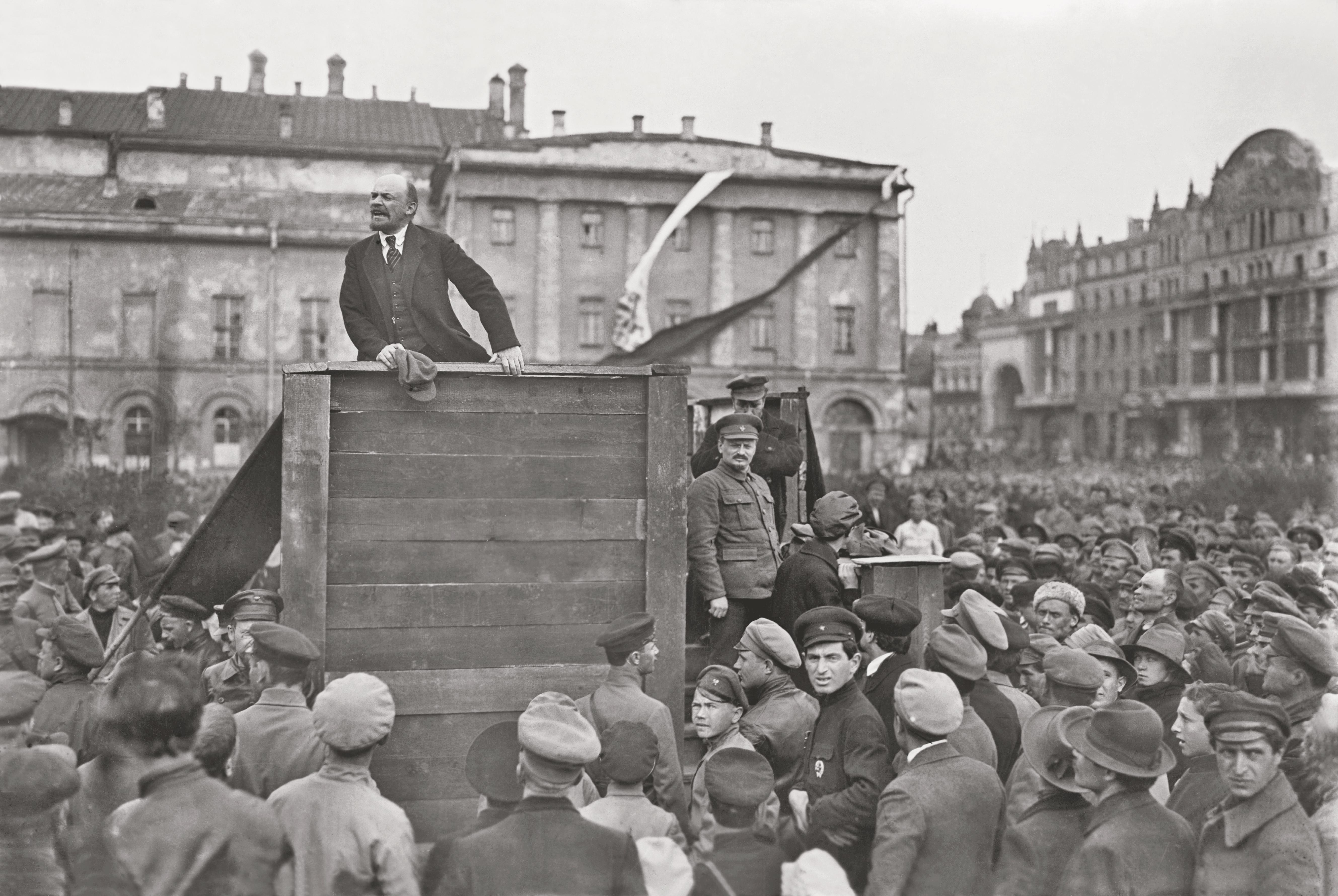
Původní fotografie s Leninem, na které je přítel a společník Lenina Lev Davidovič Trockij (a Lev Kameněv) ještě vidět, později byl odstraněn vložením další překližky zdi, protože po Leninově smrti upadl Trockij ve Stalinovu nemilost.

Existují dvě fotografie s Leninem, které se velmi často používají jako příklady politicky motivované fotomanipulace. Zatímco na prvním obrázku je přítel a společník Lenina Lev Davidovič Trockij (a Lev Kameněv) ještě vidět, později byl odstraněn vložením další překližky zdi, protože po Leninově smrti upadl Trockij ve Stalinovu nemilost.
Přestože kvalita obou snímků je relativně špatná, jsou na nich dobře vidět jednotlivé fáze vzniku. Fotograf Grigorij Petrovič Goldštejn byl podstatně výše, než ostatní demonstranti. Lenin je umístěn na diagonále, kromě červené sovětské vlajky.
Druhý snímek byl zabírán z větší výšky a komponován tak, aby horní okraj překližkové zdi byl v souladu s davem, takže Lenin pak vizuálně vyniká z davu. Proti světlejšímu pozadí kontrastuje jeho tmavé oblečení.
Zatímco Trockij vlevo zvyšuje množství demonstrantů a částečně z davu vyčnívá, na druhém snímku je Lenin od davu jasně oddělen a výstižněji zobrazen jako revoluční vůdce.

## Galerie

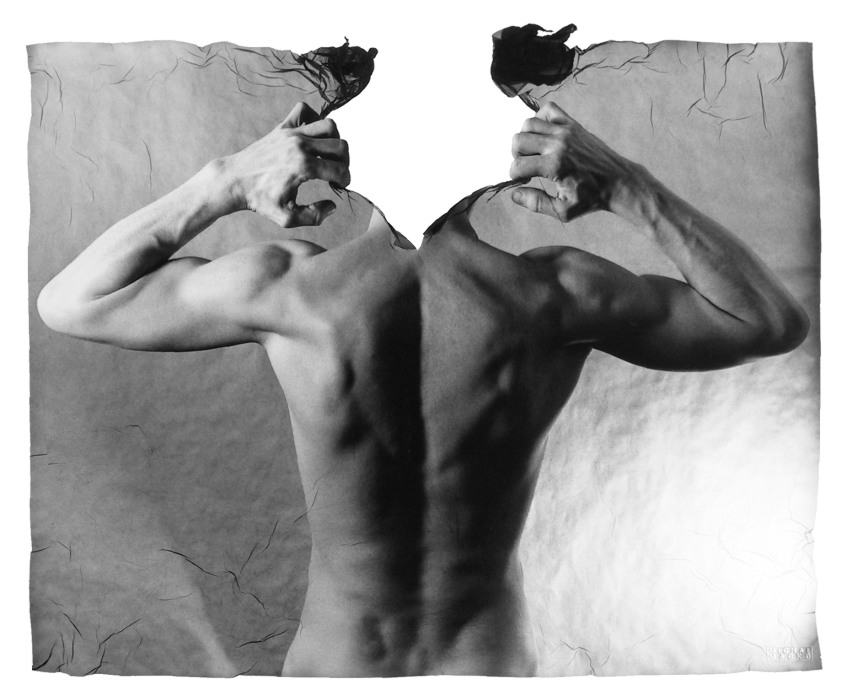
Michal Macků: Geláž č. 6, 1990
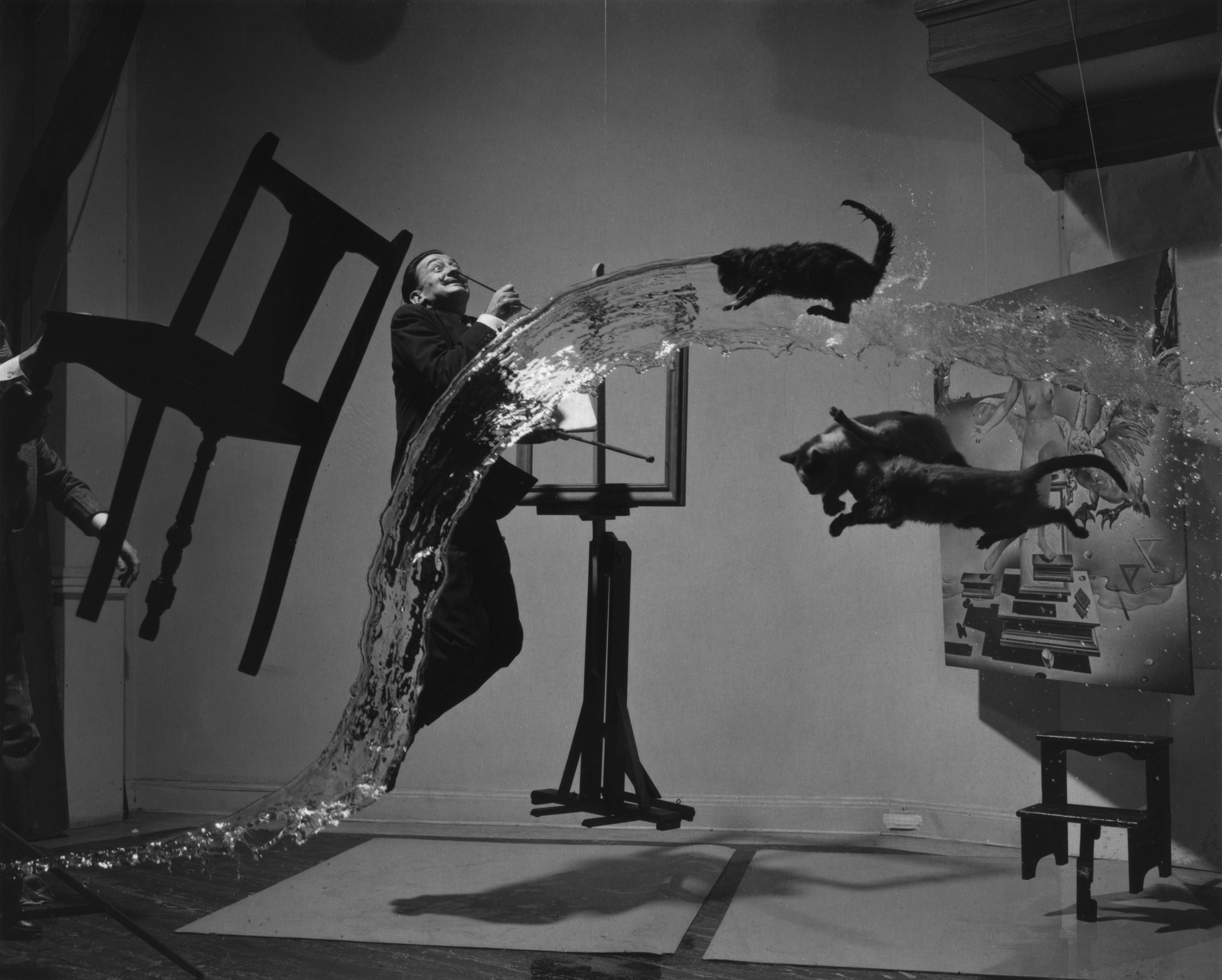
Philippe Halsman: Dali Atomicus (1948), nevyretušovaná verze, na které je možné vidět způsob aranžování snímku a chybějící malba v rámu na zadním stojanu
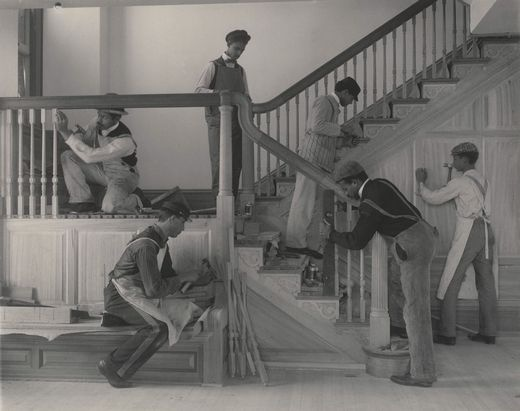
Frances Benjamin Johnstonová: Schodiště rezidenčního pokladníka, 1899
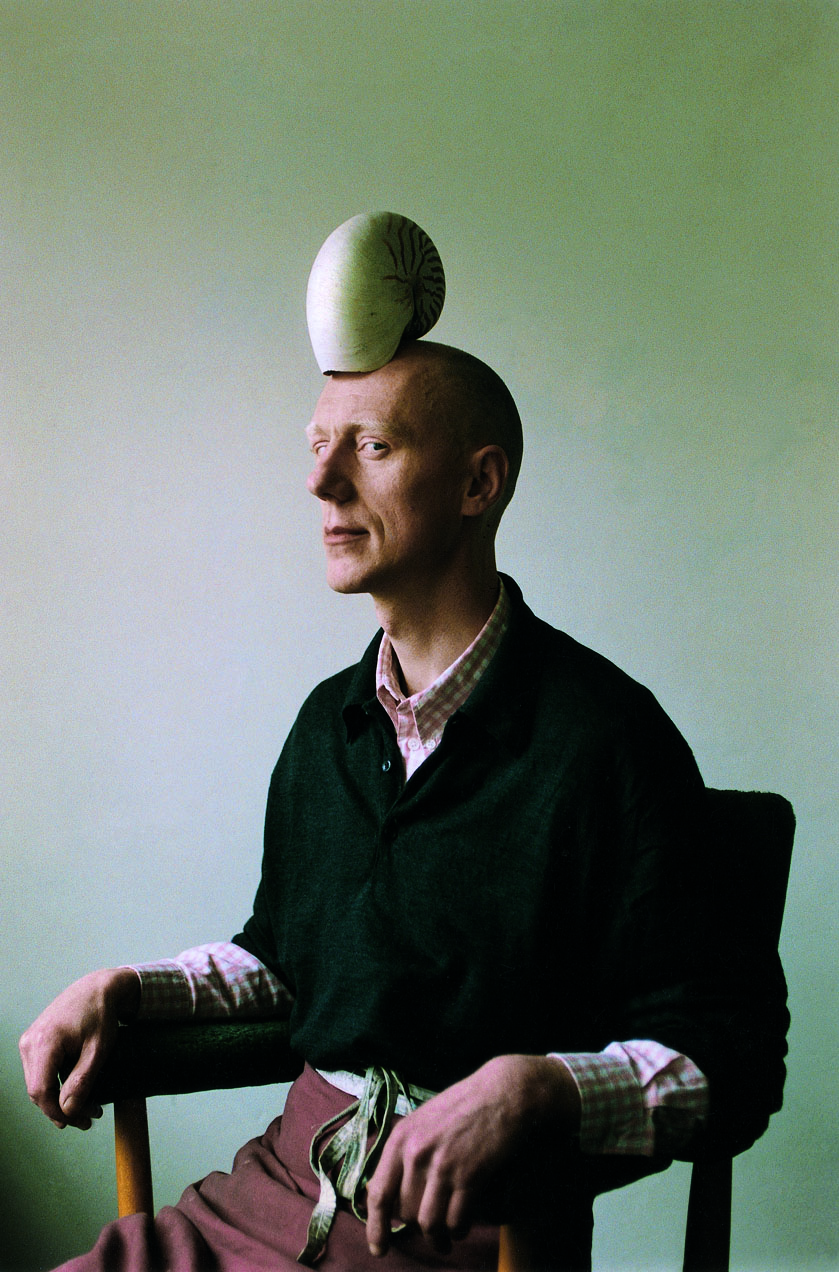
Michiel Hendryckx: Herr Seele, asi 2010
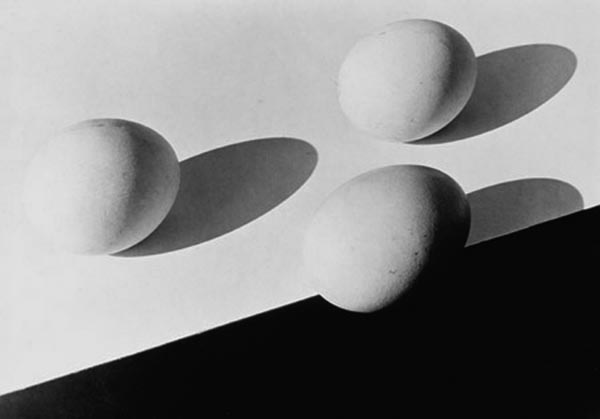
Inscenovaná kompozice včetně osvětlení, tvrdé boční světlo, fotografie zátiší, autorka: Aenne Biermann: Vajíčka, asi 1930